# 匸部
匸部（けいぶ）は、漢字を部首により分類したグループの一つ。
康熙字典214部首では23番目に置かれる（2画の17番目）。

## 概要
「匸」の字は物を隠す様子に象るという。
偏旁では意符として「隠す」ことに関することを示す。
なお、日本のJIS漢字は新字体・旧字体に関わらず「匸」を匚部の「匚」に改めたため、字書においては匚部に部首を統合することが多い。
中国の新字形・GB 18030（簡体字・繁体字・日本の漢字など）にも「匸」は「匚」に統合され、漢字部首表（中国語: 汉字部首表）にも匸部は残されていない。
丸ゴシック体のような書体の場合、「匚」と区別する事は難しくなる。

## 部首の通称
- 日本：かくしがまえ
- 中国：區字框
- 韓国：터진에운담부（teojin eun dam bu、開いた囗の部）
- 英米：Radical Hiding enclosure

## 部首字
匸
- 中古漢語
  - 広韻 - 胡礼切
  - 詩韻 - 薺韻、上声
  - 三十六字母 - 匣母
- 現代漢語
  - 普通話 - ピンイン：xì 注音：ㄒㄧˋ ウェード式：hsi4
  - 広東語 - Jyutping:haai5
- 日本語 - 音：ケイ（漢音）/ 訓：かくす
- 朝鮮語 - 音：혜(hye) / 訓：감출（gamchul、かくす）

小篆

## 例字
- 區（区）・匹・匿
  - 医（醫→酉部）